# Otoko-tachi no Yamato
Otoko-tachi no Yamato (男たちの大和 "Gli uomini della Yamato") è un film del 2005 diretto da Junya Satō.
Si tratta di un film di guerra realizzato nel 60º anniversario del naufragio della corazzata giapponese Yamato e vede come protagonisti - tra gli altri - Takashi Sorimachi, Sōsuke Ikematsu e Ken'ichi Matsuyama.
Attraverso tutta una serie di flashback il film, basato su un libro di Jun Henmi, vuole raccontare la storia dell'equipaggio durante il corso dell'ultimo anno della seconda guerra mondiale, ma invece di concentrarsi sugli ufficiali di più alto grado qui i protagonisti sono i marinai subordinati e i sottufficiali.

## Trama
Una spedizione esamina il relitto della Yamato, la più grande nave da guerra mai costruita con un equipaggio di più di tremila uomini; in seguito una donna di nome Makiko fa visita al Museo Yamato di Kure, cercando notizie riguardanti l'esatta ubicazione del naufragio, per poterne così commemorare l'anniversario dell'affondamento.
Katsumi è un sopravvissuto della Yamato ed ora fa il pescatore; egli accetta di parlare con Makiko solo dopo aver appreso ch'ella è la figlia d'uno degli ufficiali di primo grado a bordo della nave, Mamoru, il quale aveva preso con sé l'allora giovane Katsumi sotto la propria protezione. Comincia così a ricordare i giorni lontani in cui aveva prestato servizio nella Marina imperiale giapponese.
Nella primavera del 1944 l'appena adolescente Katsumi, assieme ad altri cadetti viene assegnato alla Yamato e qui sottoposto ad un duro allenamento di preparazione, per poi essere assegnato dai sottufficiali Mamoru, Shotachi e Masao alla difesa aerea. In ottobre la corazzata entra a far parte di una grande flotta inviata ad attaccare le forze d'invasione statunitensi nella battaglia del Golfo di Leyte. Nel corso del combattimento la Yamato subisce molte perdite e Mamoru perde l'occhio sinistro.
Nel marzo 1945 iniziano diffondersi notizie riguardanti una missione programmata da affidare alla Yamato e al suo equipaggio, la cosiddetta operazione Ten-Go che dovrebbe sferrare un attacco alle forze statunitensi stanziate ad Okinawa. Per prepararsi al meglio tutti vengono mandati in licenza per un paio di giorni a terra; tornato a casa Katsumi scopre che la madre è morta sotto i bombardamenti aerei a Nagoya per proteggere la sua fidanzatina Taeko.
Prima di tornarsene a bordo la ragazza dona a Katsumi uno speciale amuleto protettivo trovato ad Hiroshima, confessandogli al contempo tutto l'amore che prova nei suoi confronti. Mamoru intanto utilizza un permesso accordatogli come opportunità per fuggire dall'ospedale e ricongiungersi col resto dei commilitoni. Infine giungono gli ordini d'attacco: si tratta di una missione suicida, in quanto la corazzata non ha sufficiente copertura aerea ed è in più anche a corto di carburante.
La mattina del 7 aprile 1945 la Yamato viene intercettata nei pressi del molo di Okinawa; squadriglie di aerei americani a ondate si lanciano contro di essa con l'ordine imperativo di affondarla. Il vice ammiraglio Itō e il capitano Kusaka fanno abbandonare la nave, loro però rimanendo sul ponte di comando. Mamoru e Shotachi, feriti, gettano in mare Katsumi per salvargli la vita, nonostante questi abbia espresso il desiderio di poter rimanere a bordo.
Vengono richiesti aiuti via radio ma la Yamato, assediata da 400 aerei, finisce con il rovesciarsi ed esplodere a 200 km dalla riva. I sopravvissuti vengono soccorsi da un cacciatorpediniere, ma Katsumi fa in tempo a veder morire annegato l'amico Tetsuya. Taeko muore, poco dopo essere stata assunta in una fabbrica di munizioni, a seguito della contaminazione radioattiva causata dai bombardamenti atomici di Hiroshima e Nagasaki.
Si torna ai giorni nostri, ed il vecchio Katsumi ha appena avuto un attacco di cuore. Giunte le coordinate esatte del naufragio viene eseguita una breve cerimonia: vengono sparse le ceneri di Mamoru in mare, come questi aveva chiesto; poi Kamiko consegna a Katsumi la katana appartenente al padre e consegnatagli a suo tempo dalle stese mani dell'ammiraglio Isoroku Yamamoto.

## Produzione

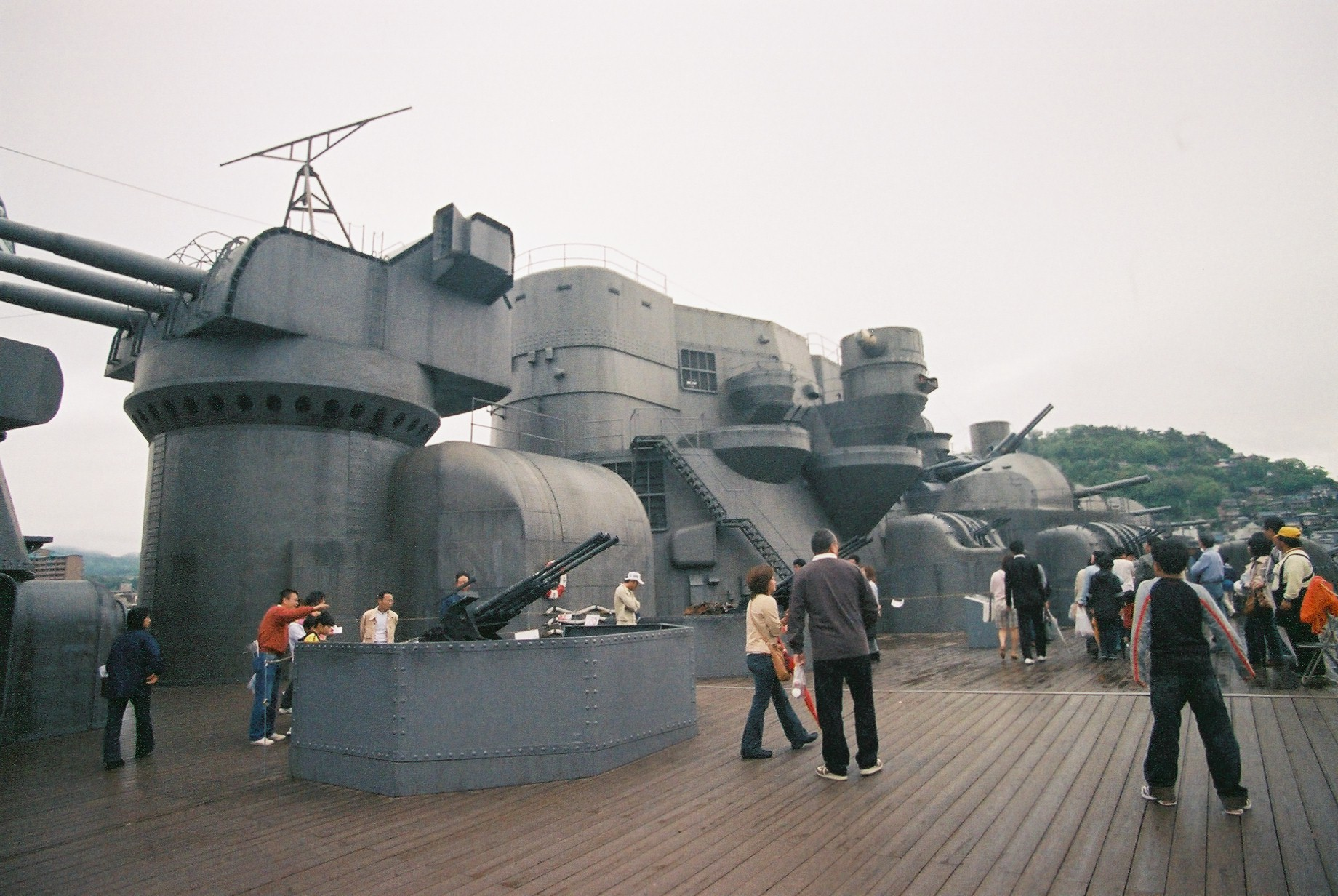
Set cinematografico della corazzata Yamato, oggi visitabile